# Leonid Kniaziew
Leonid Michajłowicz Kniaziew ros. Леонид Михайлович Князев (ur. 1851 w Sankt Petersburgu, zm. 1919) – działacz państwowy Imperium Rosyjskiego, prokurator, gubernator w guberniach tobolskiej, wołogodzkiej, kostromskiej i kurlandzkiej, generał-gubernator irkucki i członek Rady Państwa Imperium Rosyjskiego.

## Życiorys
Leonid Michajłowicz Kniaziew urodził się w 1851 roku w Sankt Petersburgu. Wywodził się z rodziny szlacheckiej. Edukację odebrał w Cesarskiej Szkole Prawoznawstwa. Od 15 maja?/27 maja 1872 do 1896 roku zajmował różne stanowiska podległe Ministerstwu Sprawiedliwości. Kolejne urzędy pełnił w guberniach grodzieńskiej, riazańskiej (1873), tambowskiej (1874), następnie pomocnik prokuratora w Symbirsku (1878), Warszawie, Pskowie (1880), Sankt Petersburgu (1883) i w końcu prokurator w Witebsku i Warszawie (1891).
Od 12 kwietnia?/24 kwietnia 1896 do 29 stycznia?/11 lutego 1901 roku gubernator tobolski, następnie wołogodzki. Na analogiczną funkcję w guberni kostromskiej przeniesiony 6 lipca?/19 lipca 1902 roku.
W wyniku dymisji Dmitrija Dmitrijewicza Swierbiejewa został 10 października?/23 października 1905 roku wyznaczony gubernatorem kurlandzkim. Urząd ten objął jednak dopiero 22 listopada?/5 grudnia 1905 roku, a do tego czasu zastępował go wicegubenrator Izmaił Władimirowicz Kostorowiec. Kniaziew przybył do Kurlandii w krytycznym okresie rewolucji 1905 roku, zdecydowana większość kurlandzkich miejscowości opanowana była przez rewolucjonistów. Pod koniec grudnia podpisał prośbę o zwiększenie kontyngentu wojskowego w guberni, a za sprawą działań ekspedycji karnych, już w styczniu raportował o przywróceniu kontroli nad wszystkimi miastami. 
Wśród kurlandzkich Niemców miał opinię dobrodusznego i naiwnego, łatwo miał się dostosowywać do zdania miejscowego rycerstwa. Tak na przykład w związku z akcją sprowadzania do Kurlandii niemieckich kolonistów, którą miejscowe ziemiaństwo prowadziło w celu wzmocnienia żywiołu niemieckiego przeciw łotewskiemu nacjonalizmowi, gubernator nie tylko nie przeciwdziałał, ale nawet usprawiedliwiał te działania brakiem rąk do pracy na wsi.
Od 24 lipca?/6 sierpnia 1910 roku generał-gubernator irkucki, na miejsce przybył 22 września?/5 października. Ze względów zdrowotnych zwolniony w lutym 1916 roku. W 1917 roku został członkiem Rady Państwa Imperium Rosyjskiego. Zmarł w 1919 roku.
Otrzymał Order Świętej Anny II klasy.